# Richard Conte
Nicholas Peter Conte ou simplesmente Richard Conte (Nova Jérsia, 24 de março de 1910 - Los Angeles, 15 de abril de 1975) foi um ator estadunidense, mais conhecido no Brasil pela sua interpretação como Emilio Barzini em The Godfather e em Ocean's Eleven (1960), além disso, ele atuou em diversos filmes entre a década de 1940 e 1970.

## Biografia
Richard Conte foi filho de um barbeiro, Pasquale Conte, ítalo-americano. Antes de atuar em filmes trabalhou em vários empregos, motorista de caminhão, atendente, mas foi quando ele começou a trabalhar de garçom e cantor em Connecticut que sua carreira teve início, através desses dois empregos ele consegui um novo trabalho no teatro em Nova York, onde, em 1935 ele foi descoberto pelo  atores Elia Kazan e John Garfield. Sua estreia como ator foi na Broadway em Moon Over Mulberry Street, em 1939, já sua atuação no cinema teve início com o filme Heaven with a Barbed Wire Fence (1939), além disso tudo, sua carreira teve seu ápice durante a Segunda Guerra Mundial onde ele foi um grande representante de filme noir. Em relação a sua vida pessoal Richard Conte foi casado com a também atriz Ruth Storey, durante 19 anos  (1943 - 1962), divorciados, com o qual teve um filho, Mark Conte e com Shirlee Garne, até sua morte em 1975. Richard morreu de ataque cardíaco em 15 de abril de 1975 com 65 anos. Sepultado no Westwood Village Memorial Park Cemetery.

## Curiosidade
Richard Conte quase foi cotado para atuar como papel principal em The Godfather, como o padrinho, entretanto, a disputa ficou entre Laurence Olivier e Marlon Brando, posteriormente vencido por Marlon Brando.

## Filmografia
- The Purple Heart (1944)
- Captain Eddie (1945)
- A Walk in the Sun (1945)
- Call Northside 777 (1947)
- The Other Love (1947)
- Cry of the City (1948)
- Big Jack (1949)
- Whirlpool (1949)
- House of Strangers (1949)
- Thieves' Highway (1949)
- Hollywood Story (1951)
- Under the Gun (1951)
- Riders of Vengeance(1952)
- The Blue Gardenia (1953)
- Desert Legion (1953)
- Highway Dragnet (1954)
- Mask of Dust (1954)
- Little Red Monkey (1955)
- The Big Combo (1955)
- I'll Cry Tomorrow (1955)
- New York Confidential (1955)
- The Brothers Rico (1957)
- This Angry Age (1958)
- The Untouchables (1959-Season 2 Episode15)
- They Came to Cordura (1959)
- Ocean's 11 (1960)
- Who's Been Sleeping in My Bed? (1963)
- Circus World (1964)
- The Eyes of Annie Jones (1964)
- The Greatest Story Ever Told (1965)
- Assault on a Queen (1966)
- Tony Rome (1967)
- Hotel (1967)
- Death Sentence (1968)
- The Godfather (1972)
- Il Boss (1973)
- Tony Arzenta / Big Guns (1973)
- My Brother Anastasia(1973)
- The Violent Professionals (1973)
- Shoot First, Die Later (1974)
- Violent Rome (1975)